# Pierre Servent
Pierre Servent (* 10. Februar 1954 in Montpellier) ist ein französischer Publizist und ehemaliger Offizier der französischen Armee.

## Leben
Servent war Reserveoffizier und diente der französischen Armee in Afghanistan, in Afrika und auf dem Balkan. Zudem wirkte er 1995 bis 1997 als Sprecher des französischen Verteidigungsministeriums und veröffentlichte verschiedene Bücher.

## Ehrungen
- Officier de la Légion d’Honneur (O. LH)

## Werke
Eine Auswahl:
- Le mythe Pétain, Paris: Payot, 1992.
- Von Manstein. Le stratège du IIIe Reich. Paris: Perrin, 2013.
- Rudolf Hess, Paris: Perrin, 2019.